# Edinho Araújo
Edson Coelho Araújo, mais conhecido como Edinho Araújo (Santa Fé do Sul, 30 de julho de 1949), é um político brasileiro filiado ao MDB. Entre outros cargos, foi ministro-chefe da Secretaria Nacional de Portos do Brasil entre janeiro e outubro de 2015.

## Biografia
Filho de Emídio Antônio Araújo e de Gabriela Coelho Araújo, Edson Araújo nasceu no município de Santa Fé do Sul, em São Paulo (SP), no dia 30 de julho de 1949.
Entre 1968 e 1972, formou-se em direito na Faculdade Lauro de Camargo e em letras no Centro Universitário Moura Lacerda, ambas instituições de Ribeirão Preto (SP). Enquanto estudante, foi vice-presidente do diretório acadêmico da Faculdade de Direito, presidente do diretório acadêmico do curso de letras e da União Acadêmica Mahatma Gandhi, situada em sua cidade natal.
Entre 1973 e 1975, trabalhou como professor do Ginásio Estadual de Santa Fé do Sul e, entre 1973 e 1976, atuou como procurador do Instituto Nacional de Previdência Social (INPS) e do Fundo de Assistência ao Trabalhador Rural (Funrural) nos municípios paulistas de Jales, Santa Fé do Sul, Palmeira d'Oeste e Estrela d'Oeste. Também entre 1974 e 1975, foi professor assistente na Faculdade de Educação Física da Alta Araraquarense, em sua cidade natal e, em 1976, concluiu o curso de especialização em direito público pela Faculdade de Direito de São José do Rio Preto (SP).
Além disso, Edson Araújo é casado com Maria Elza Mori Coelho Araújo, com quem teve três filhos: Thaysa, Bethina e Edson.

## Trajetória política
Edson Araújo iniciou sua trajetória política em 1971 ao filiar-se à Aliança Renovadora Nacional (Arena), partido de sustentação política do regime militar instaurado no país em abril de 1964. Disputou seu primeiro cargo eletivo em 1972, então com 23 anos de idade, ao candidatar-se à prefeitura de sua cidade natal, Santa Fé do Sul, mas foi derrotado. Nas eleições de 1976, porém, conseguiu eleger-se prefeito do município aos 28 anos de idade, tendo seu mandato prorrogado até o início de 1983 por conta do adiamento das eleições municipais por dois anos em setembro de 1980.
Em 1977 foi eleito vice-presidente da Associação dos Municípios do Oeste Paulista (onde permaneceu até 1991) e, com o fim do bipartidarismo, ingressou em 1980 no Partido do Movimento Democrático Brasileiro (PMDB), sucessor do MDB.
Nas eleições de novembro de 1982, candidatou-se a uma vaga na Assembleia Legislativa de São Paulo pelo PMDB e, ao se eleger, ocupou a primeira vice-presidência da Comissão de Assuntos Municipais e integrou, como titular, a Comissão de Transportes e Comunicação entre 1983 e 1984, atuando como vice-líder da bancada do PMDB no mesmo período.
Nas eleições de novembro de 1986, foi eleito deputado estadual constituinte pelo PMDB ao angariar a soma de 78.008 votos (o equivalente a 0,50% dos votos válidos). Ao longo da segunda legislatura, atuou como primeiro vice-presidente da mesa e presidente da Comissão de Constituição e Justiça. Ainda em 1987, concluiu um curso para formação de dirigentes políticos em Caracas, na Venezuela; e outro, de sociologia e política na Pontifícia Universidade Católica de São Paulo (PUC-SP). Além disso, no ano seguinte foi o presidente fundador do Instituto Paulista de Estudo de Base, em São José do Rio Preto.
Nas eleições de outubro de 1990, foi mais uma vez reeleito deputado estadual pelo PMDB ao alcançar a soma de 31.073 votos (o equivalente a 0,18% dos votos válidos). Durante o terceiro mandato no cargo, atuou como titular da Comissão de Assuntos Municipais e presidiu a comissão especial de inquérito sobre o Massacre do Carandiru (1992), quando uma intervenção da Polícia Militar do Estado de São Paulo causou a morte de 111 detentos na tentativa de conter uma rebelião na Casa de Detenção de São Paulo.
Nas eleições de outubro de 1994, Edinho Araújo candidatou-se ao cargo de deputado federal pela primeira vez, também na legenda do PMDB. Angariando a quantia de 56.218 votos (o equivalente a 0,31% dos votos válidos), conseguiu ser eleito com a maioria dos votos provenientes de sua base eleitoral no município de São José do Rio Preto. Nesse mandato, foi titular da Comissão de Constituição e Justiça e vice-líder do PMDB na Câmara.
Já nas eleições de outubro de 1998, foi reeleito deputado federal pelo PMDB com 70.393 votos (o equivalente a 0,45% dos votos válidos). Tomando posse em fevereiro de 1999, ao longo do segundo mandato na Câmara participou como titular das comissões de Ciência e Tecnologia, Comunicação e Informática e de Constituição e Justiça e de Redação, e foi presidente e primeiro-vice-presidente da Comissão de Viação e Transportes. Além disso, ainda no mesmo ano o deputado mudou sua filiação para o Partido Popular Socialista (PPS).
Na eleição municipal de 2000, candidatou-se ao cargo de prefeito do município de São José do Rio Preto na legenda do PPS, em coligação com o Partido dos Trabalhadores (PT), o Partido Verde (PV) e o Partido Comunista do Brasil (PCdoB). No primeiro turno, Edinho Araújo alcançou a soma de 70.296 votos (o equivalente a 37,2% dos votos válidos), e seguiu para a disputa do segundo turno contra Manoel Antunes, candidato do Partido da Frente Liberal (PFL). Já no segundo turno, Edinho angariou 100.861 votos e foi eleito prefeito do município com 53,7% dos votos válidos.
Já na eleição municipal de 2004, Edinho Araújo foi candidato à reeleição também pelo PPS, em coligação com oito partidos: PMDB, PCdoB, Progressistas (PP), Partido Trabalhista Nacional (PTN), Partido Social Cristão (PSC), Partido Liberal (PL), Partido Republicano Progressista (PRP) e Partido Trabalhista do Brasil (PTdoB). Alcançando a soma de 96.122 votos (o equivalente a 46,9% dos votos válidos) na primeira etapa da eleição, seguiu para a disputa do segundo turno novamente contra Manoel Antunes (PFL). Já no segundo turno, Edinho Araújo venceu as eleições ao angariar 104.709 votos (o equivalente a 50,7% dos votos válidos), e assumiu novo mandato à frente da prefeitura de São José do Rio Preto em janeiro seguinte.
Ao findar sua gestão em 2008, no ano seguinte Edinho Araújo retornou ao PMDB e assumiu o cargo de secretário adjunto no diretório estadual do partido. Sem estar em nenhum cargo eleito, passou a presidir a Companhia de Desenvolvimento Agrícola de São Paulo (CODASP), onde permaneceu até 2010, quando renunciou à presidência da entidade e se candidatou a um novo mandato na Câmara dos Deputados. Eleito com 100.195 votos (o equivalente a 0,47% dos votos válidos), em seu terceiro mandato no Congresso, voltou a integrar a Comissão de Viação e Transportes e também atuou em algumas comissões especiais.
Já nas eleições de outubro de 2014, Edinho Araújo concorreu novamente ao cargo de deputado federal na sigla do PMDB e conseguiu ser novamente eleito ao alcançar a soma de 112.780 votos (o equivalente a 0,54% dos votos válidos). Em 23 de dezembro do mesmo ano, porém, foi anunciado como o novo ministro da Secretaria Nacional dos Portos, onde permaneceu até 2 de Outubro de 2015. Ainda durante o seu quarto mandato como deputado federal, destacou-se por votar a favor do processo de impeachment de Dilma Rousseff em abril de 2016 e, já no Governo Michel Temer, votou a favor da PEC do Teto dos Gastos Públicos.
Um ano após deixar a Secretaria Nacional dos Portos, Edinho Araújo disputou novamente o cargo de prefeito do município de São José do Rio Preto nas eleições de outubro de 2016. Alcançando a soma de 113.377 votos já no primeiro turno, Edinho venceu as eleições com o equivalente a 52,26% dos votos válidos.
É reeleito prefeito no pleito de 15 de novembro de 2020, com 54,84% dos votos válidos, somando 111.525 votos em primeiro turno, tendo como vice Orlando Bolçone, do DEM, que foi seu adversário na eleição anterior. 

## Desempenho em eleições
| Ano  | Eleição                            | Coligação                                                                     | Partido | Candidato a       | Votos                                                     | %                                          | Resultado  |
| ---- | ---------------------------------- | ----------------------------------------------------------------------------- | ------- | ----------------- | --------------------------------------------------------- | ------------------------------------------ | ---------- |
| 1972 | Municipal de Santa Fé do Sul       | Sem coligação                                                                 | Arena   | Prefeito          | —                                                         | —                                          | Não Eleito |
| 1976 | Municipal de Santa Fé do Sul       | Sem coligação                                                                 | Arena   | Prefeito          | —                                                         | —                                          | Eleito     |
| 1982 | Estadual em São Paulo              | Sem coligação                                                                 | PMDB    | Deputado estadual | —                                                         | —                                          | Eleito     |
| 1986 | Estadual em São Paulo              | Sem coligação                                                                 | PMDB    | Deputado estadual | 78.008                                                    | 0,50                                       | Eleito     |
| 1990 | Estadual em São Paulo              | Sem coligação                                                                 | PMDB    | Deputado estadual | 31.073                                                    | 0,18                                       | Eleito     |
| 1994 | Estadual em São Paulo              | Sem coligação                                                                 | PMDB    | Deputado federal  | 56.218                                                    | 0,31                                       | Eleito     |
| 1998 | Estadual em São Paulo              | Sem coligação                                                                 | PMDB    | Deputado federal  | 70.393                                                    | 0,45                                       | Eleito     |
| 2000 | Municipal de São José do Rio Preto | PPS, PT, PV e PCdoB                                                           | PPS     | Prefeito          | 70.296 (1º - Primeiro turno) 100.861 (1º - Segundo turno) | 37,2 (Primeiro turno) 53,7 (Segundo turno) | Eleito     |
| 2004 | Municipal de São José do Rio Preto | PPS, PMDB, PCdoB, PP, PTN, PSC, PL, PRP e PTdoB                               | PPS     | Prefeito          | 96.122 (1º - Primeiro turno) 104.709 (1º - Segundo turno) | 46,9 (Primeiro turno) 50,7 (Segundo turno) | Eleito     |
| 2010 | Estadual em São Paulo              | Sem coligação                                                                 | PMDB    | Deputado federal  | 100.195                                                   | 0,47                                       | Eleito     |
| 2014 | Estadual em São Paulo              | Sem coligação                                                                 | PMDB    | Deputado federal  | 112.780                                                   | 0,54                                       | Eleito     |
| 2016 | Municipal de São José do Rio Preto | PMDB, PSD, PRB, PTB, SD, PTN, PROS, PPS, PV, PSL, PMB, PTC e PRP              | PMDB    | Prefeito          | 113.377 (1º - Turno único)                                | 52,26                                      | Eleito     |
| 2020 | Municipal de São José do Rio Preto | MDB, DEM, PSDB, PSD, PP, PL, Patriota, Avante, Cidadania, Podemos, PROS e PMB | MDB     | Prefeito          | 111.525 votos (1º - Turno único)                          | 54,84                                      | Eleito     |